# Ljubine (Ribnik)
Ljubine (szerbül: Љубинe) falu Bosznia-Hercegovinában, a Szerb Köztársaságban, Ribnik községben. A boszniai háború előtti Ljubine falunak a Szerb Köztársaság területére eső része.

## Fekvése
Bosznia-Hercegovina északnyugati részén, Banja Lukától légvonalban 39, közúton 59 km-re délnyugatra, községközpontjától légvonalban 8, közúton 13 km-re északra fekvő dombos, erdős területen fekszik.

## Népessége
| Nemzetiségi csoport | Népesség 1991 | Népesség 2013 |
| ------------------- | ------------- | ------------- |
| Szerb               | 150           | 26            |
| Bosnyák             | 0             | 0             |
| Horvát              | 1             | 0             |
| Jugoszláv           | 0             | 0             |
| Egyéb               | 2             | 0             |
| Összesen            | 153           | 26            |

## Története
Ljubine falu 1878-ig tartozott az Oszmán Birodalomhoz, majd az Osztrák-Magyar Monarchia része lett. A monarchia szétesésével 1918-ben előbb a Szerb-Horvát-Szlovén Királyság, majd 1929-től a Jugoszláv Királyság része. 1945-től a település a szocialista Jugoszlávia része volt. 1995-ben a Sana hadművelet során a Bosznia-hercegovinai hadsereg ötödik hadteste elfoglalta és felégette a falut. A szerb lakosság többsége elmenekült a visszavonuló szerb csapatokkal, azóta a település lakatlan. A daytoni békeszerződést követő területfelosztási megállapodás során a falu területét megosztották a föderáció és a boszniai Szerb Köztársaság között. Ennek során Ljubine falunak egy 3,46 km2 területű része a Szerb Köztársasághoz tartozó Ribnik községhez került, míg a 8,84 km2 területű rész a föderáció területén, Ključ községben maradt.